# Ebal (Bíblia)
Ebal (em hebraico: עיבל "`ebhal", "nu") é um povo ou região mencionados na bíblia:
1. Um povo e região de Joctanita, da Arábia. Esta última forma de o nome que é dada em Gênesis 10:28, o primeiro em 1 Crônicas 1:22 e Sam no texto de Gênesis 10:28.
2. Um filho de filho, Sobal de Seir, o horeu.[3][4]
3. Uma das duas montanhas situada na parte norte da Cisjordânia, próxima da cidade bíblica de Siquém, actualmente Nablus.[5][6]